# Helicóptero anfíbio
Um helicóptero anfíbio é um tipo de helicóptero projetado para decolagem e pouso tanto na terra quanto na água. São empregados numa variedade de tarefas especializadas, incluindo salvamento aeromarítimo e oceanografia, além de outras que também podem, igualmente, ser realizadas por quaisquer helicópteros convencionais. Como o hidroavião, pode ser equipado com casco ou flutuadores.

## Desenvolvimento
Os helicópteros assumiram um papel primordial no resgate aeromarítimo desde a sua introdução na década de 1940. Os helicópteros podem voar em condições mais adversas que as aeronaves de asa fixa e podem levar passageiros feridos diretamente para hospitais ou outras instalações de atendimento médico de emergência. Um helicóptero anfíbio prático apareceu pela primeira vez em 1941  e o recurso de pouso na água logo provou seu valor. Helicópteros não anfíbios eram obrigados a pairar sobre a área de um acidente na água e utilizar uma grua, mas helicópteros anfíbios eram capazes de pousar na água para efetuar o resgate diretamente.

## Flutuadores
Em 1941, Igor Sikorsky instalou flutuadores (também chamados pontões)  no Vought-Sikorsky VS-300, criando o primeiro helicóptero anfíbio prático.  Nas décadas de 1940 e 1950, alguns modelos de helicópteros como o Bell 47 e 48 e o Sikorsky R-4 e R-6  foram equipados com flutuadores, para que pudessem pousar tanto na água quanto na terra.
Os pontões podem ser preenchidos com ar ou podem ser utilizados para armazenamento de combustível ou suprimentos. Em 1949, Sikorsky produziu o S-51 com rodas e pontões.

## Desenho do casco

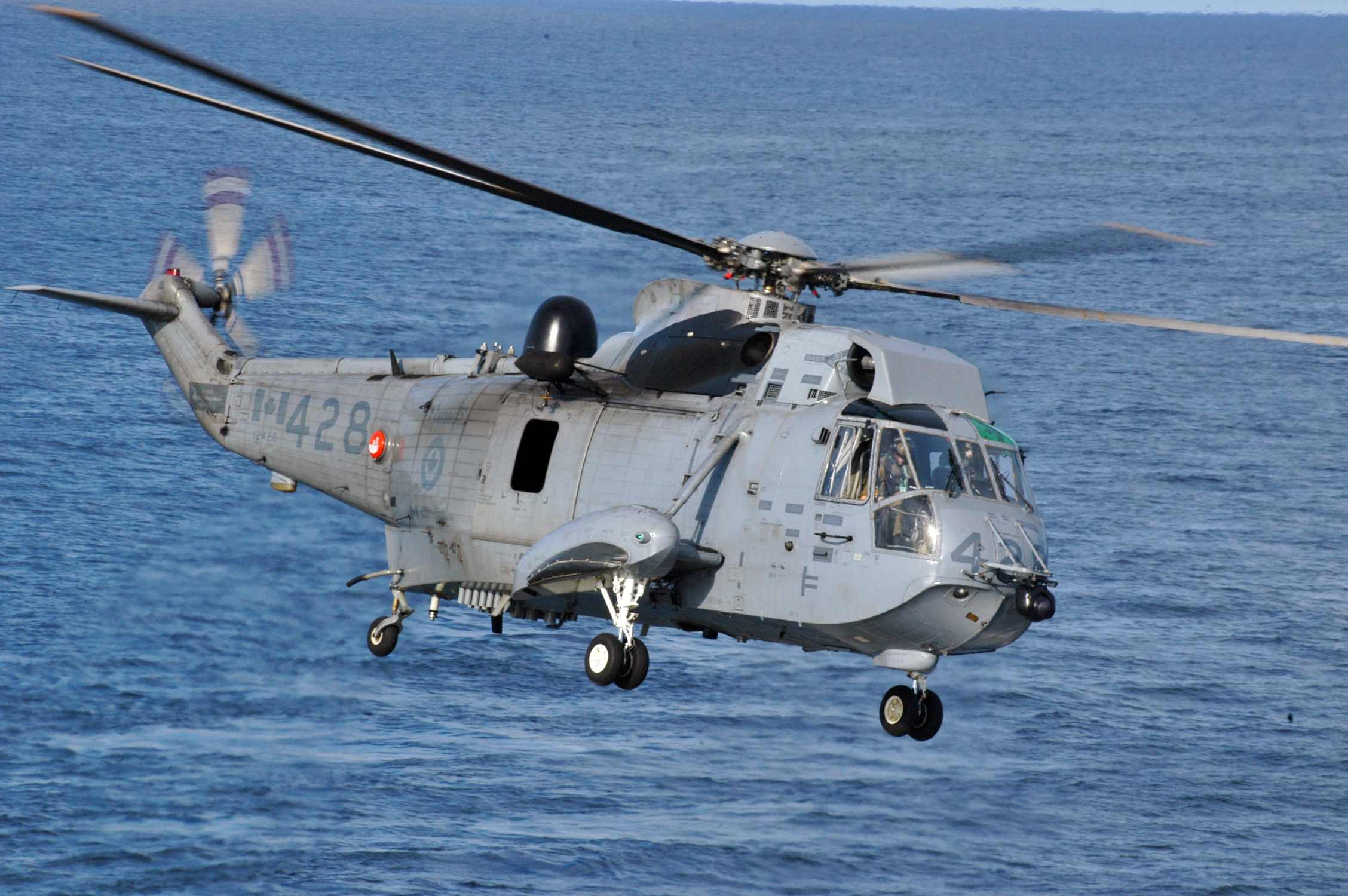
Casco, sponsons (estabilizadores laterais) e trem de pouso com rodas de um Sikorsky CH-124 Sea King das forças canadenses.

O Sikorsky HH-52 Seaguard foi o primeiro helicóptero anfíbio feito com um casco de hidroavião - o protótipo voou em 1958. Utilizando muitos componentes do anterior UH-19, o HH-52 pôs a ideia à prova, e Sikorsky voou com o protótipo S-61 Sea King em 1959 para a Marinha dos EUA, um modelo destinado à guerra antissubmarino. Tanto o HH-52 quanto o S-61 estavam prontos para entrega em 1961. Sikorsky produziu 1100 S-61, incluindo alguns que não eram estanques: uma versão mais longa para transporte de carga recebeu portas traseiras e uma rampa. A Sikorsky licenciou outros fabricantes, como Agusta, Mitsubishi e Westland Aircraft, para produzir variantes do S-61.
Mais helicópteros anfíbios surgiram nos anos 1960, quando projetos robustos com casco foram produzidos em quantidade para operadores militares e civis. Helicópteros anfíbios facilitavam o trabalho dos grupos de busca e salvamento que desfrutavam de maior segurança e sucesso durante as operações. As operações sobre a água que usavam helicópteros não anfíbios dependiam em maior grau de guinchos, cestas de e nadadores para efetuar resgates. No entanto, a partir da década de 1970, os modelos anfíbios eram constantemente substituídos por modelos de helicópteros incapazes de pousar na água, devido aos altos custos de desenvolvimento de aeronaves anfíbias. O último modelo de helicóptero anfíbio usado pela Guarda Costeira dos Estados Unidos foi o Sikorsky SH-3 Sea King, aposentado em 1994.

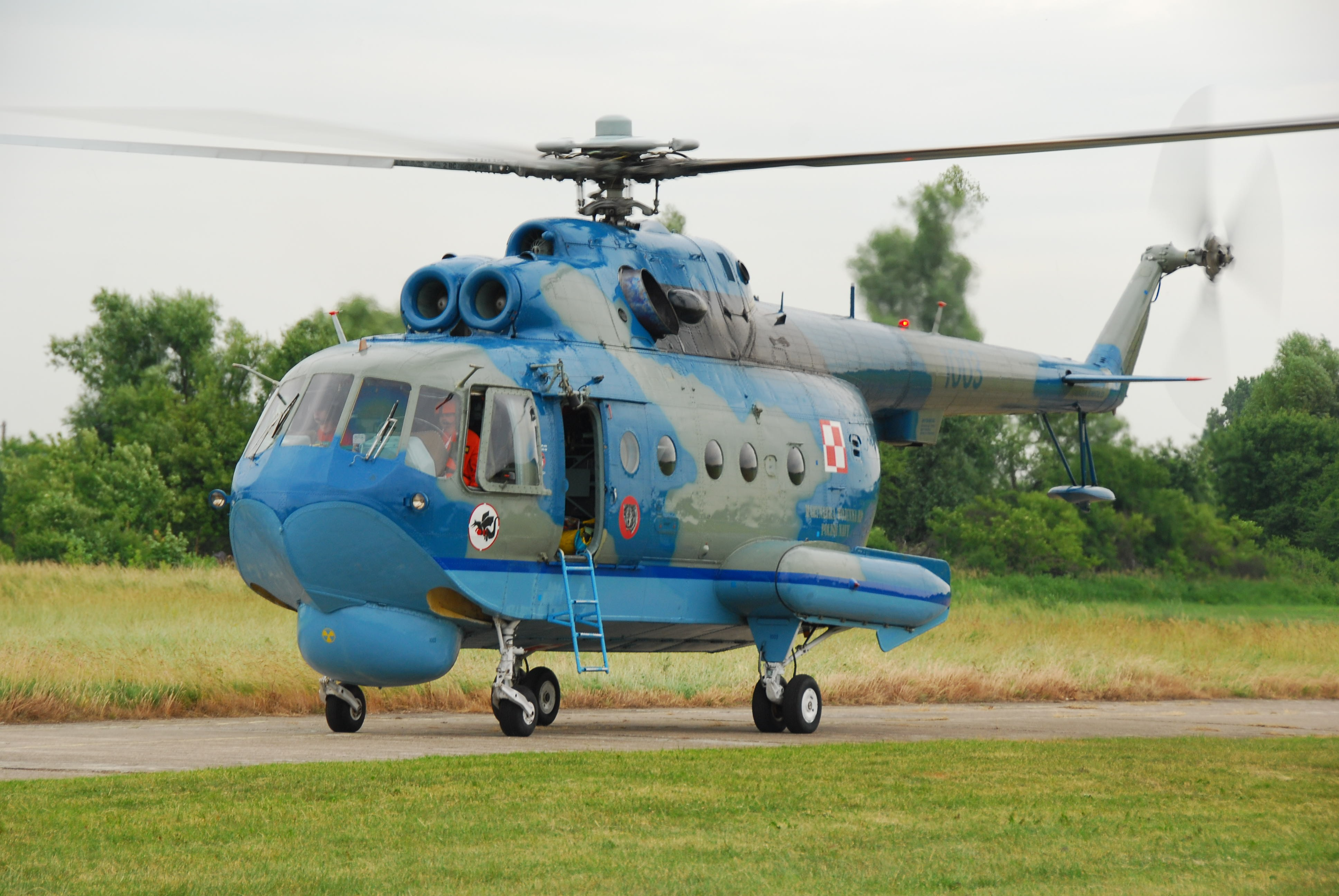
Mil Mi-14 PL da Marinha da Polônia.

Pousado na superfície da água com o rotor parado, em condições de vento forte e ondas de superfície, um helicóptero com casco e boias estabilizadoras de ambos os lados tem menos probabilidade de permanecer na vertical do que um helicóptero convencional equipado com pontões utilitários. Pode ocorrer dificuldade em decolar, especialmente quando carregado ou em alto mar.
O Mil Mi-14 tem o mesmo design de casco de barco que seu rival, o Sikorsky SH-3 de fabricação americana.

As Forças Canadenses desenvolveram uma técnica chamada water bird ("ave aquática") para pousar seus Sikorsky CH-124 Sea King na água.

## Limitações de flutuabilidade

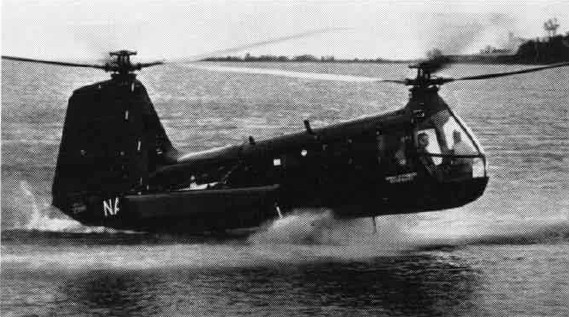
Um Piasecki HUP Retriever pousando na água.

Os helicópteros podem ser projetados para suportar contato limitado com a superfície de um corpo d'água. O  Vertol HUP-2 de 1958 foi um desenvolvimento anfíbio do Piasecki HUP Retriever de rotor duplo, que reforçou seu casco e substituiu as janelas do nariz inferior por alumínio resistente. O HUP-2 foi fornecido com um par de estabilizadores posicionados no meio da aeronave. O HUP-2 foi capaz de taxiar para a frente ou para trás na água, independentemente da direção do vento.

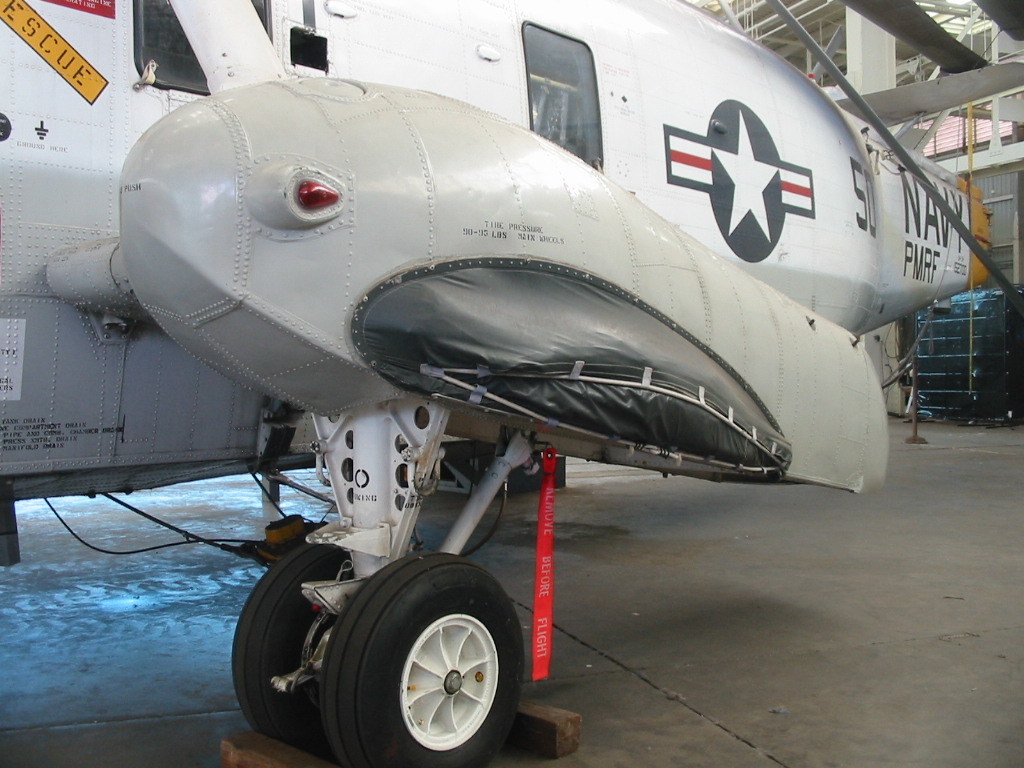
Um Sikorsky Sea King com um flutuador inflável de emergência adicional no sponson padrão, destinado a aumentar o tempo de flutuação.

O Boeing Vertol CH-46 Sea Knight e sua variante canadense, o CH-113 Labrador, podem permanecer pousados por até duas horas  em águas calmas. Os estabilizadores (sponsons)  traseiros mantêm dois dos três trens de pouso, além de tanques de combustível auto-vedantes. O helicóptero iniciou o serviço com o Corpo de Fuzileiros Navais dos Estados Unidos em 1962, e com as forças armadas canadenses em 1963, e é usado para transportar carga e tropas de combate.
O Boeing CH-47 Chinook foi feito com flutuabilidade suficiente para permitir que ele pousasse na água por um curto período de tempo na realização de operações secretas e missões militares especiais. A flutuabilidade foi aumentada com compartimentos selados dentro dos sponsons, que se estendiam pela maior parte ao longo de cada lado da fuselagem. Para uso prolongado da água, a Boeing ofereceu um kit para melhorar sua flutuação.
O Sikorsky CH-53, introduzido pela primeira vez em 1966, também é capaz de pouso na água limitado.

## Usos
Helicópteros anfíbios têm sido usados em uma variedade de funções, incluindo resgate aeromarítimo, guerra antissubmarino, apoio a operações de forças especiais e transporte do presidente dos EUA.

## Exemplos
Casco
- Aérospatiale SA 321 Super Frelon

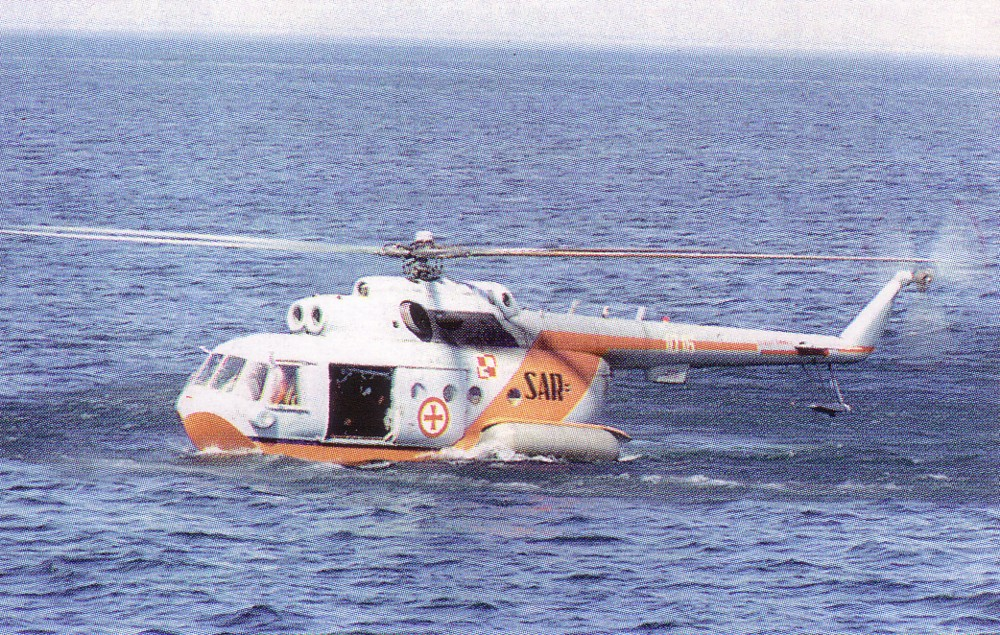
Mil Mi-14PS polonês.

  - Changhe Z-8 (Z-8A, Z-8F and Z-8AEW) – Versões chinesas do Super Frelon fabricadas pela Changhe Aircraft Industries Corporation.

- Mil Mi-14

- Sikorsky HH-52 Seaguard

- Sikorsky SH-3 Sea King
  - Sikorsky S-61
  - Sikorsky CH-124 Sea King - versão canadense do S-61.
  - Westland Sea King